# Ferrari 250 S
La Ferrari 250 S (ou Ferrari 250 S Berlinetta Vignale) est une automobile de course développée par le constructeur italien Ferrari. Remplaçante de la 225 S, elle est la première Ferrari de la lignée des 250. Mue la première par le moteur V12 « Colombo », développant alors une puissance d'environ 230 ch, la 250 S a davantage valeur de prototype expérimental dont le meilleur terrain d'essai ne serait autre que les Mille Miglia. Et le résultat est concluant. Engagé ainsi aux Mille Miglia en 1952, la Ferrari 250 S sort victorieuse face à sa principale rivale, la Mercedes-Benz 300 SL.